# 세인트루시아 축구 국가대표팀
세인트루시아 축구 국가대표팀(영어: Saint Lucia national football team)은 세인트루시아를 대표하는 축구 국가대표팀으로 세인트루시아 축구 협회에서 관리하고 있다. 북중미카리브 축구 최약체로 손꼽히는 팀들 가운데 하나로 1938년 1월 9일 도미니카 연방과의 경기에서 국제 A매치 첫 경기를 치렀으며 현재 조지 오들럼 스타디움을 홈 그라운드로 사용하고 있다.

## 국제 대회 경력

### FIFA 월드컵
현재까지도 월드컵 본선 경험은 전무하며 2006년 FIFA 월드컵 북중미카리브 지역 예선부터 2014년 FIFA 월드컵 북중미카리브 지역 예선까지 3회 연속 월드컵 북중미카리브 지역 2차 예선까지 진출한 전적을 가지고 있다.

### 카리브컵
카리브컵 본선에는 3번 출전하여 이 중 처음으로 출전한 1991년 대회에서 3위를 기록하며 모든 국제 대회를 통틀어 가장 좋은 성적을 거두었지만 나머지 2번의 대회(1993년, 1995년)에서는 모두 조별리그 탈락의 고배를 마셨다.

### CONCACAF 네이션스리그

#### 2019-20년 리그 B
2019-20년 CONCACAF 네이션스리그 예선 13위로 리그 B에 배정된 세인트루시아는 도미니카 공화국, 엘살바도르, 몬트세랫과 함께 B조에 편성되었지만 4경기에서 1승 1무 4패·조 최하위로 차기 시즌 리그 C로 강등되었다.

#### 2022-23년 리그 C
리그 C로 강등된 이후 2022-23 시즌에서 앵귈라, 도미니카 연방을 상대로 4전 전승·C조 1위로 세인트루시아 축구 역사상 국제 대회 최고 성적을 달성하며 1시즌만에 리그 B 승격을 확정지었다.

#### 2023-24년 리그 B
1시즌만에 리그 B로 복귀한 이후 신트마르턴, 세인트키츠 네비스, 과들루프와 A조에 편성되어 6경기 3승 1무 2패로 과들루프에 이어 조 2위를 차지했다.

## FIFA 월드컵 (본선)
| 년도   | 결과      | 순위      | 경기      | 승        | 무*       | 패        | 득점      | 실점      | 승점      |
| ------ | --------- | --------- | --------- | --------- | --------- | --------- | --------- | --------- | --------- |
| 1930년 | 비회원국  | 비회원국  | 비회원국  | 비회원국  | 비회원국  | 비회원국  | 비회원국  | 비회원국  | 비회원국  |
| 1934년 | 비회원국  | 비회원국  | 비회원국  | 비회원국  | 비회원국  | 비회원국  | 비회원국  | 비회원국  | 비회원국  |
| 1938년 | 비회원국  | 비회원국  | 비회원국  | 비회원국  | 비회원국  | 비회원국  | 비회원국  | 비회원국  | 비회원국  |
| 1950년 | 비회원국  | 비회원국  | 비회원국  | 비회원국  | 비회원국  | 비회원국  | 비회원국  | 비회원국  | 비회원국  |
| 1954년 | 비회원국  | 비회원국  | 비회원국  | 비회원국  | 비회원국  | 비회원국  | 비회원국  | 비회원국  | 비회원국  |
| 1958년 | 비회원국  | 비회원국  | 비회원국  | 비회원국  | 비회원국  | 비회원국  | 비회원국  | 비회원국  | 비회원국  |
| 1962년 | 비회원국  | 비회원국  | 비회원국  | 비회원국  | 비회원국  | 비회원국  | 비회원국  | 비회원국  | 비회원국  |
| 1966년 | 비회원국  | 비회원국  | 비회원국  | 비회원국  | 비회원국  | 비회원국  | 비회원국  | 비회원국  | 비회원국  |
| 1970년 | 비회원국  | 비회원국  | 비회원국  | 비회원국  | 비회원국  | 비회원국  | 비회원국  | 비회원국  | 비회원국  |
| 1974년 | 비회원국  | 비회원국  | 비회원국  | 비회원국  | 비회원국  | 비회원국  | 비회원국  | 비회원국  | 비회원국  |
| 1978년 | 비회원국  | 비회원국  | 비회원국  | 비회원국  | 비회원국  | 비회원국  | 비회원국  | 비회원국  | 비회원국  |
| 1982년 | 비회원국  | 비회원국  | 비회원국  | 비회원국  | 비회원국  | 비회원국  | 비회원국  | 비회원국  | 비회원국  |
| 1986년 | 비회원국  | 비회원국  | 비회원국  | 비회원국  | 비회원국  | 비회원국  | 비회원국  | 비회원국  | 비회원국  |
| 1990년 | 비회원국  | 비회원국  | 비회원국  | 비회원국  | 비회원국  | 비회원국  | 비회원국  | 비회원국  | 비회원국  |
| 1994년 | 예선 탈락 | 예선 탈락 | 예선 탈락 | 예선 탈락 | 예선 탈락 | 예선 탈락 | 예선 탈락 | 예선 탈락 | 예선 탈락 |
| 1998년 | 예선 탈락 | 예선 탈락 | 예선 탈락 | 예선 탈락 | 예선 탈락 | 예선 탈락 | 예선 탈락 | 예선 탈락 | 예선 탈락 |
| 2002년 | 예선 탈락 | 예선 탈락 | 예선 탈락 | 예선 탈락 | 예선 탈락 | 예선 탈락 | 예선 탈락 | 예선 탈락 | 예선 탈락 |
| 2006년 | 예선 탈락 | 예선 탈락 | 예선 탈락 | 예선 탈락 | 예선 탈락 | 예선 탈락 | 예선 탈락 | 예선 탈락 | 예선 탈락 |
| 2010년 | 예선 탈락 | 예선 탈락 | 예선 탈락 | 예선 탈락 | 예선 탈락 | 예선 탈락 | 예선 탈락 | 예선 탈락 | 예선 탈락 |
| 2014년 | 예선 탈락 | 예선 탈락 | 예선 탈락 | 예선 탈락 | 예선 탈락 | 예선 탈락 | 예선 탈락 | 예선 탈락 | 예선 탈락 |
| 2018년 | 예선 탈락 | 예선 탈락 | 예선 탈락 | 예선 탈락 | 예선 탈락 | 예선 탈락 | 예선 탈락 | 예선 탈락 | 예선 탈락 |
| 2022년 | 기권      | 기권      | 기권      | 기권      | 기권      | 기권      | 기권      | 기권      | 기권      |
| 합계   |           |           |           |           |           |           |           |           |           |

## FIFA 월드컵 (예선)
| 년도   | 경기                                        | 승                                          | 무*                                         | 패                                          | 득점                                        | 실점                                        | 승점                                        |
| ------ | ------------------------------------------- | ------------------------------------------- | ------------------------------------------- | ------------------------------------------- | ------------------------------------------- | ------------------------------------------- | ------------------------------------------- |
| 1930년 | 비회원국                                    | 비회원국                                    | 비회원국                                    | 비회원국                                    | 비회원국                                    | 비회원국                                    | 비회원국                                    |
| 1934년 | 비회원국                                    | 비회원국                                    | 비회원국                                    | 비회원국                                    | 비회원국                                    | 비회원국                                    | 비회원국                                    |
| 1938년 | 비회원국                                    | 비회원국                                    | 비회원국                                    | 비회원국                                    | 비회원국                                    | 비회원국                                    | 비회원국                                    |
| 1950년 | 비회원국                                    | 비회원국                                    | 비회원국                                    | 비회원국                                    | 비회원국                                    | 비회원국                                    | 비회원국                                    |
| 1954년 | 비회원국                                    | 비회원국                                    | 비회원국                                    | 비회원국                                    | 비회원국                                    | 비회원국                                    | 비회원국                                    |
| 1958년 | 비회원국                                    | 비회원국                                    | 비회원국                                    | 비회원국                                    | 비회원국                                    | 비회원국                                    | 비회원국                                    |
| 1962년 | 비회원국                                    | 비회원국                                    | 비회원국                                    | 비회원국                                    | 비회원국                                    | 비회원국                                    | 비회원국                                    |
| 1966년 | 비회원국                                    | 비회원국                                    | 비회원국                                    | 비회원국                                    | 비회원국                                    | 비회원국                                    | 비회원국                                    |
| 1970년 | 비회원국                                    | 비회원국                                    | 비회원국                                    | 비회원국                                    | 비회원국                                    | 비회원국                                    | 비회원국                                    |
| 1974년 | 비회원국                                    | 비회원국                                    | 비회원국                                    | 비회원국                                    | 비회원국                                    | 비회원국                                    | 비회원국                                    |
| 1978년 | 비회원국                                    | 비회원국                                    | 비회원국                                    | 비회원국                                    | 비회원국                                    | 비회원국                                    | 비회원국                                    |
| 1982년 | 비회원국                                    | 비회원국                                    | 비회원국                                    | 비회원국                                    | 비회원국                                    | 비회원국                                    | 비회원국                                    |
| 1986년 | 비회원국                                    | 비회원국                                    | 비회원국                                    | 비회원국                                    | 비회원국                                    | 비회원국                                    | 비회원국                                    |
| 1990년 | 비회원국                                    | 비회원국                                    | 비회원국                                    | 비회원국                                    | 비회원국                                    | 비회원국                                    | 비회원국                                    |
| 1994년 | 2                                           | 1                                           | 0                                           | 1                                           | 2                                           | 3                                           | 3                                           |
| 1998년 | 2                                           | 0                                           | 0                                           | 2                                           | 1                                           | 6                                           | 0                                           |
| 2002년 | 2                                           | 1                                           | 0                                           | 1                                           | 1                                           | 1                                           | 3                                           |
| 2006년 | 4                                           | 2                                           | 0                                           | 2                                           | 10                                          | 7                                           | 6                                           |
| 2010년 | 4                                           | 1                                           | 0                                           | 3                                           | 4                                           | 11                                          | 3                                           |
| 2014년 | 8                                           | 1                                           | 1                                           | 6                                           | 10                                          | 29                                          | 4                                           |
| 2018년 | 2                                           | 1                                           | 0                                           | 1                                           | 4                                           | 5                                           | 3                                           |
| 2022년 | 기권                                        | 기권                                        | 기권                                        | 기권                                        | 기권                                        | 기권                                        | 기권                                        |
| 합계   | 24                                          | 7                                           | 1                                           | 16                                          | 32                                          | 62                                          | 22                                          |
| 순위   | 월드컵 예선 승점 순위 : 163위 (북중미 25위) | 월드컵 예선 승점 순위 : 163위 (북중미 25위) | 월드컵 예선 승점 순위 : 163위 (북중미 25위) | 월드컵 예선 승점 순위 : 163위 (북중미 25위) | 월드컵 예선 승점 순위 : 163위 (북중미 25위) | 월드컵 예선 승점 순위 : 163위 (북중미 25위) | 월드컵 예선 승점 순위 : 163위 (북중미 25위) |

## CONCACAF 골드컵
- 1963년 ~ 1989년 - 불참
- 1991년 ~ 2007년 - 예선 탈락
- 2009년 - 불참
- 2011년 ~ 2015년 - 예선 탈락
- 2017년 - 불참
- 2019년 ~ 2021년 - 예선 탈락

## 주요 선수
- 커트 프레더릭
- 레스터 조지프
- 체이 알렉산더
- 멜빈 덕실리
- 앨비너스 마이어스